# Geissanthus ambigua
Geissanthus ambigua är en viveväxtart som först beskrevs av C. Martius, och fick sitt nu gällande namn av Agostini. Geissanthus ambigua ingår i släktet Geissanthus och familjen viveväxter. Inga underarter finns listade i Catalogue of Life.